# Paulo César Cruvinel
Paulo César Cruvinel más conocido como Paulo Cruvinel (n. Araguari, Minas Gerais, Brasil, 27 de agosto de 1970) es un exfutbolista brasileño que jugaba de delantero y que militó en diversos clubes de Brasil y Perú.

## Clubes
| Club                  | País   | Año         |
| --------------------- | ------ | ----------- |
| Flamengo              | Brasil | 1989 - 1992 |
| Ituano                | Brasil | 1992        |
| Olaria Atlético Clube | Brasil | 1993        |
| Coritiba              | Brasil | 1993 - 1994 |
| Ferroviária           | Brasil | 1994        |
| Americano             | Brasil | 1995        |
| Uberlândia            | Brasil | 1996        |
| Francana              | Brasil | 1997        |
| FBC Melgar            | Perú   | 1998 - 2002 |

## Palmarés

### Torneos regionales
| Título             | Club     | Estado         | Año  |
| ------------------ | -------- | -------------- | ---- |
| Copa Río           | Flamengo | Río de Janeiro | 1991 |
| Taça Río           | Flamengo | Río de Janeiro | 1991 |
| Campeonato Carioca | Flamengo | Río de Janeiro | 1991 |

### Torneos nacionales
| Título                          | Club     | País   | Año  |
| ------------------------------- | -------- | ------ | ---- |
| Copa de Brasil                  | Flamengo | Brasil | 1990 |
| Campeonato Brasileño de Serie A | Flamengo | Brasil | 1992 |